# Hans Wilhelm Brandel
Hans Wilhelm Brandel, född 21 juli 1833 i Kärnbo socken, Södermanlands län, död 12 maj 1905 i Göteborg, var en svensk lantmätare.
Brandel blev lantmätarauskultant 1852, vice kommissionslantmätare 1858, var kommissionslantmätare i Göteborgs och Bohus län 1866–1889, t.f. stadsingenjör i Göteborg 1860–1872 och ordinarie stadsingenjör där från 1872.
Hans Wilhelm Brandel var bror till kamreraren och botanisten Carl Henric Brandel samt son till häradsskrivaren Carl Henric Brandel och Anna Lovisa Grönhagen. Han är begravd på Östra kyrkogården i Göteborg.